# Вицола Тичино
Вицо̀ла Тичѝно (на италиански: Vizzola Ticino; на ломбардски: Vizzoeula, Вицьола) е село и община в Северна Италия, провинция Варезе, регион Ломбардия. Разположено е на 162 m надморска височина. Населението на общината е 208 души (към 2017 г.).